# Jacques Chailley
Jacques Chailley (ur. 24 marca 1910 w Paryżu, zm. 21 stycznia 1999 w Montpellier) – francuski muzykolog i kompozytor.

## Życiorys
Pochodził z rodziny muzycznej – jego ojciec był skrzypkiem, matka zaś pianistką. Studiował muzykologię u André Pirro (1930–1935), Yvonne Rokseth (1933–1937) i Alberta Smijersa (1935–1936), kompozycję u Nadii Boulanger (1925–1927) oraz Henri Büssera i Claude’a Delvincourta (1933–1935), a także dyrygenturę u Willema Mengelberga (1935–1936) i Pierre’a Monteux (1936–1937). Uczęszczał na wykłady Gustave’a Cohena, poświęcone francuskiej literaturze średniowiecznej. W 1952 roku uzyskał stopień doktora nauk humanistycznych na podstawie prac L’École musicale de Saint-Martial de Limoges jusqu’à la fin du XIe siècle oraz Les chansons de Gautier de Coinci. Wykładał historię muzyki na Uniwersytecie Paryskim, gdzie był kierownikiem Katedry Muzykologii. Od 1963 roku był dyrektorem Schola Cantorum de Paris. Redaktor Revue Internationale de Musique.

## Twórczość
Popularyzował muzykę średniowieczną, której poświęcał rozprawy naukowe, a także zajmował się jej wykonawstwem. Założył zespół muzyki dawnej Psallette Notre-Dame. Publikował kompendia i podręczniki muzyczne. Opublikował takie prace jak m.in. Histoire musicale du Moyen Âge (1950) i Traité historique d’analyse musicale (1951).
W swojej twórczości wykorzystywał elementy chorału gregoriańskiego i francuskich pieśni ludowych. Skomponował m.in. Scherzetto na orkiestrę smyczkową (1941), Symfonię (1947), Cantabile na orkiestrę smyczkową (1971), Mors est Rolanz na instrumenty dęte blaszane (1973), kwartet smyczkowy (1939), Chant funèbre na wiolonczelę i fortepian (1948), Cantique du soleil na altówkę, fale Martenota i orkiestrę (1934), Plainte de Rachel na głosy solowe, chór i organy (1963), oratorium Symphonies mariales na głosy solowe i orkiestrę kameralną (1966), Missa solemnis na chór a capella (1946), operę Thyl de Flandre do libretta Josè Bruyra (1954), balet La dame à la licorne (1953).